# Église Saint-Laurent de Vicq-sur-Nahon
Pour les articles homonymes, voir Église Saint-Laurent et Saint Laurent.
L'église Saint-Laurent de Vicq-sur-Nahon est une église catholique française. Elle est située sur le territoire de la commune de Vicq-sur-Nahon, dans le département de l'Indre, en région Centre-Val de Loire.

## Situation
L'église se trouve dans la commune de Vicq-sur-Nahon, au nord du département de l'Indre, en région Centre-Val de Loire. Elle est située dans la région naturelle du Boischaut Nord. L'église dépend de l'archidiocèse de Bourges, du doyenné du Boischaut Nord et de la paroisse de Valençay.

## Histoire
Cette église construite à l'emplacement d'un édifice roman date principalement du 16e siècle.

## Description
Elle se compose d'une nef flanquée à l'est d'un chœur à chevet plat voûté d'ogive, d'une chapelle latérale au nord et d'une autre au sud à deux travées, également voûtées d'ogives. Les vitraux : L'église de Vicq-sur-Nahon possède des vitraux d'époques diverses, signés Thévenot, Laurent-Gsell ou encore Mauméjean. La nef n'est cependant pourvue que de verrières à losanges, sauf la baie 5 dans laquelle est figurée saint Laurent, patron de l'édifice.